# Éditions Donniya
Les éditions Donniya est une maison d'édition malienne fondée en juin 1996 avec la publication de la revue culturelle Tapama et du dictionnaire français-bambara rédigé par Charles Bailleul. Sa création a fait suite à l'ouverture de l'imprimerie [[Imprim Color en 1994]].

## Historique
Les Editions Donniya est créée en avril 1996 à la suite de la création de l'imprimerie Imprim Color en 1995. Elle fut la première imprimerie moderne à Bamako, maîtrisant l’impression couleur de qualité avec un studio de conception et de photogravure (PAO intégrés). Principale partenaire des éditions, l’imprimerie permet une meilleure flexibilité dans les investissements, le livre étant un produit dont les retombées économiques se ressentent à long terme. Membre de l'Alliance internationale des éditeurs indépendants et d'Afrilivres  site officiel d'Afrilivres.
Les collections : 
La collection Enfance
La collection École
La collection Écriture